# 中缅印战区
中缅印战区（英語：China Burma India Theater，縮寫：CBI），是二战期间，美国陆军对其在中国、缅甸、印度駐軍的称谓。總司令為史迪威。1944年10月劃分為美軍中國戰區和美軍印緬戰區。在这一战区知名的部队包括中国远征军、飞虎队、驼峰航线上的运输和轰炸部队、建造中印公路的工程兵部队，以及麦瑞尔突击队。

## 於緬甸、印度的聯合作戰結構
1942年初設立同盟國中國戰區時候範圍包括中國、泰國與法屬印度支那，而緬甸原屬盟軍西太平洋戰區，後歸東南亞戰區。中國遠征軍入緬作戰則是根據《中英共同防禦滇緬協定》進行。 1943年在印度成立東南亞戰區統帥部後，模糊不清的作戰區域使原本混亂的中緬印戰區更形複雜：滇西屬中國戰區，而緬甸南北都屬東南亞戰區，史迪威、魏亞特等需要協調兩個戰區間關係。而兩個戰區交錯地區的軍隊指揮，在雲南的遠征軍屬中國指揮；中國駐印軍歸史迪威指揮，同時又受英第十四集團軍總司令威廉·斯利姆中將節制。在印度的英國蒙巴頓雖然作為東南亞戰區總司令，涵蓋由錫蘭到其他重新征服地區，但是當時印度英軍由總司令克勞德·奧金萊克獨立指揮:149-150。當時穿越被日軍戰線分割的中印戰區、形成聯繫盟軍中樞的運輸航空師主力聯隊，則處於中英美在地指揮序列之外，由身處華盛頓的阿諾德將軍直接指揮:150。

### 參戰單位
處於該作戰分區的中美作戰部隊，包括中国远征军、飞虎队、驼峰航线上的运输和轰炸部队，其中包括第十航空隊、第一空軍突擊隊，建造中印公路的工程兵部队，以及麦瑞尔突击队和承擔過其臨時任務的第5332旅（或「火星特遣隊」）。
美軍麥瑞爾的突擊隊歸入英軍溫蓋特名下。美軍另有招募千餘名緬甸克欽人組成別動隊，協同中國駐印軍在地作戰；為適應在印度作戰美軍也派用非洲裔美國人，時被中國駐印軍稱為「黑美人」，當他們進入中國戰區時早期被中國政府限定於昆明駐紮，爾後同意小數目地在昆明以東活動。:1099

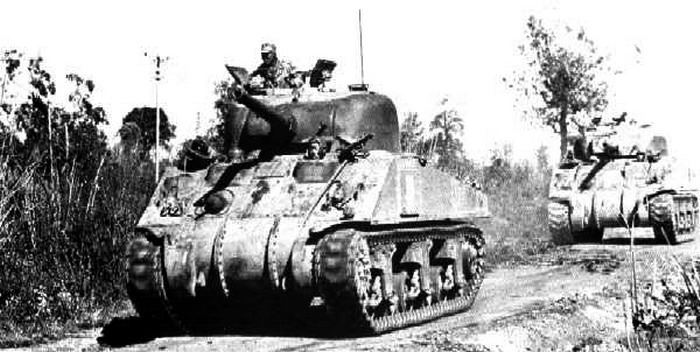
中緬印戰區中國的M4A4雪曼坦克
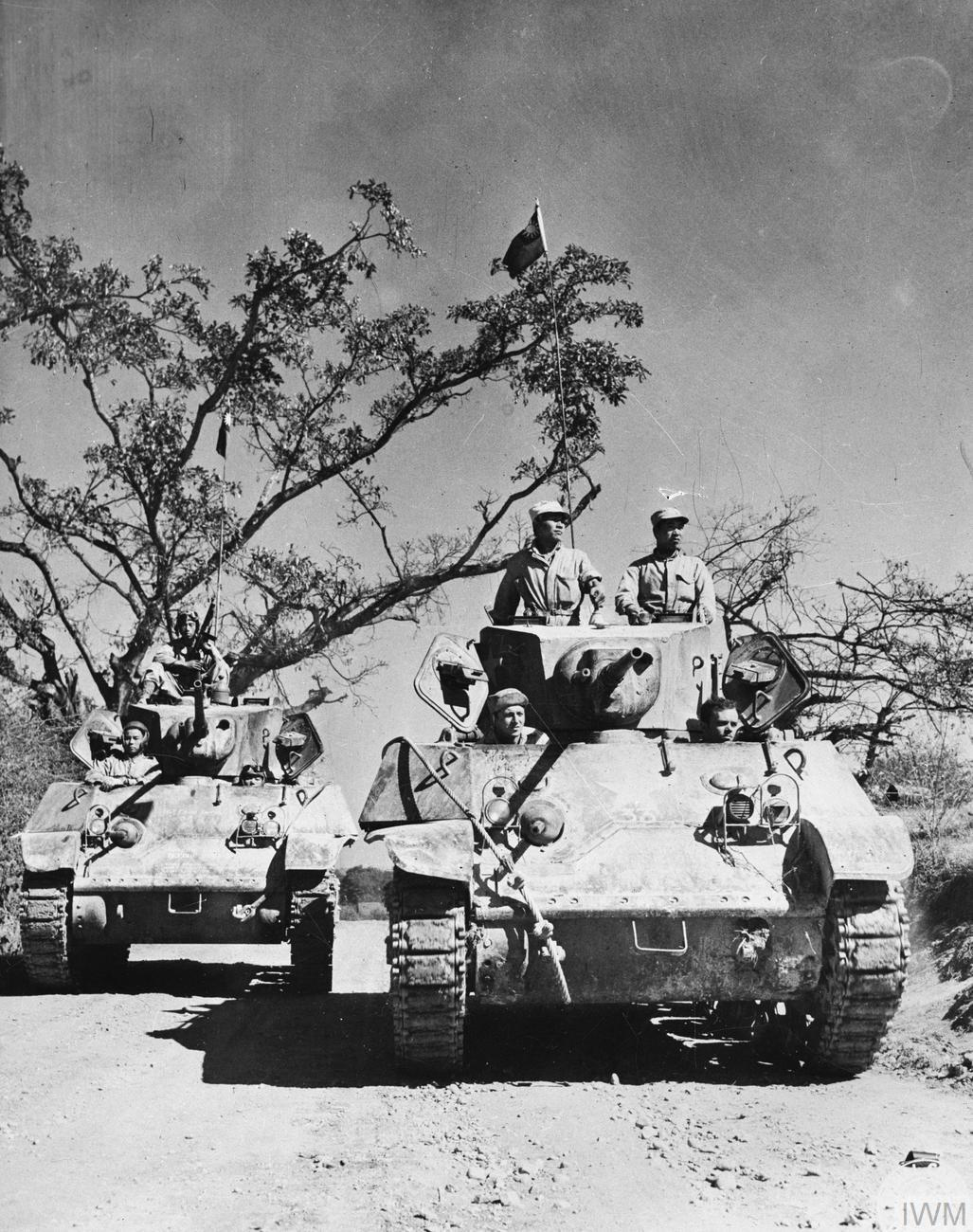
中緬印戰區的國軍M3A3輕型坦克
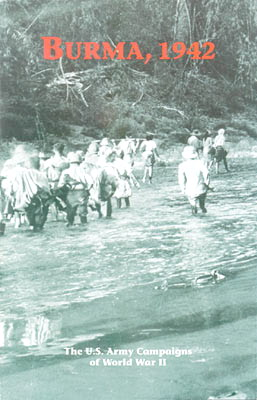
中緬印戰區的美軍士兵
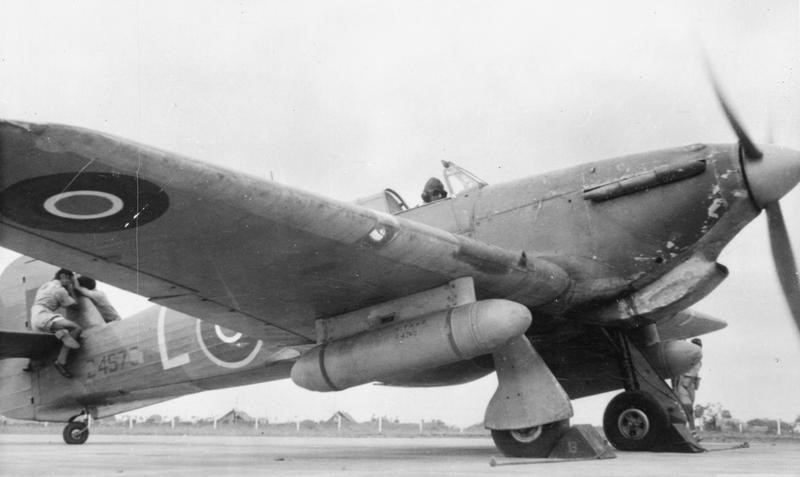
中緬印戰區的英屬印度空軍颶風戰鬥機
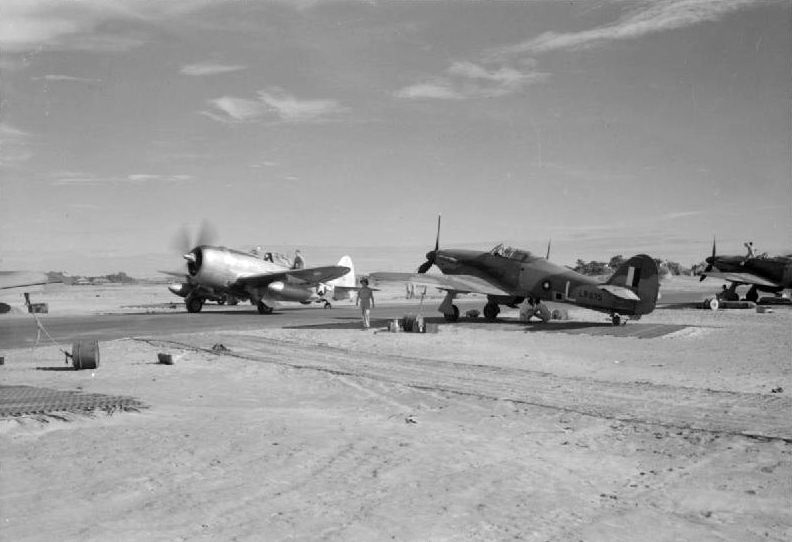
中緬印戰區的美國陸軍航空隊P-47戰鬥機和英國皇家空軍颶風戰鬥機
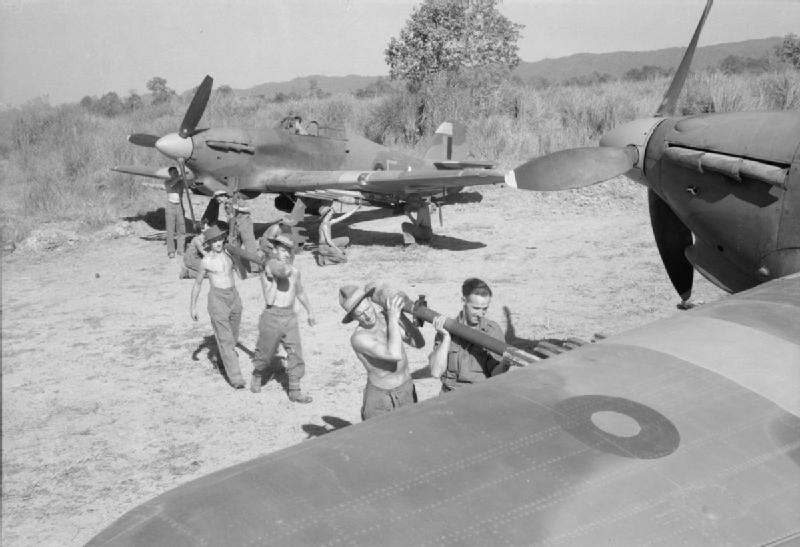
中緬印戰區的英軍颶風式戰鬥機正在掛上火箭彈出擊

#### 空中單位

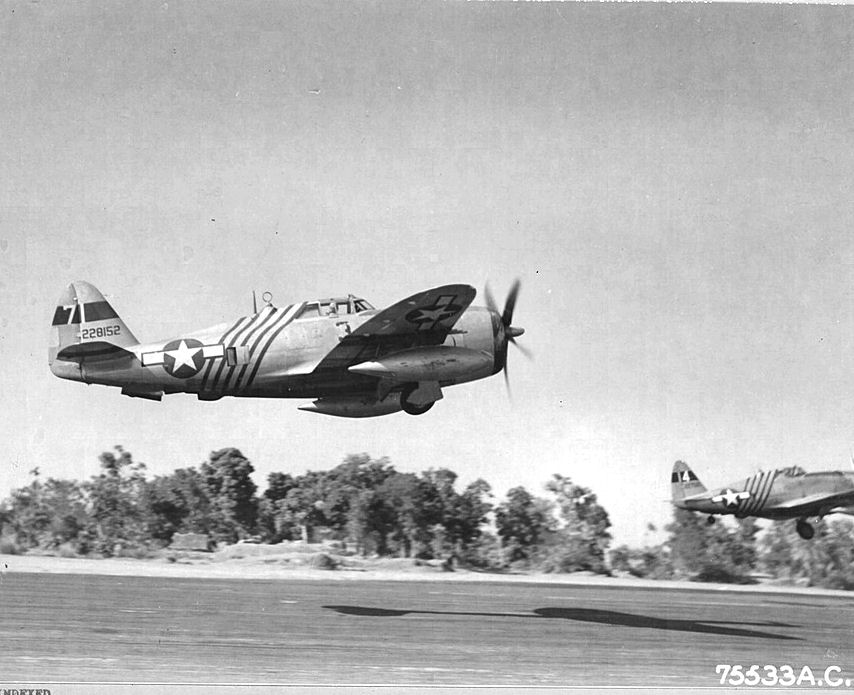
美國第十航空隊的P-47戰鬥機

在中緬印戰區的盟軍空中武力主要由美國陸軍航空隊的第十四航空隊（初期）和第十航空隊、英國皇家空軍和未獨立的英屬印度空軍組成的第3戰術航空軍，中國只派出地面部隊（中國遠征軍）而並無派中國空軍參戰。
史迪威手下的空軍軍官斯特拉梅那負責指揮在印度的第十航空隊和在中國的第十四航空隊，又兼領蒙巴頓統帥部的空軍司令。由於戰區涉及重疊並複雜指揮結構，中英美三方的軍政最高統帥都可能直接向空軍軍官斯特拉梅發號施令，造成壓力。

## 協同設施

### 印度藍姆迦訓練中心

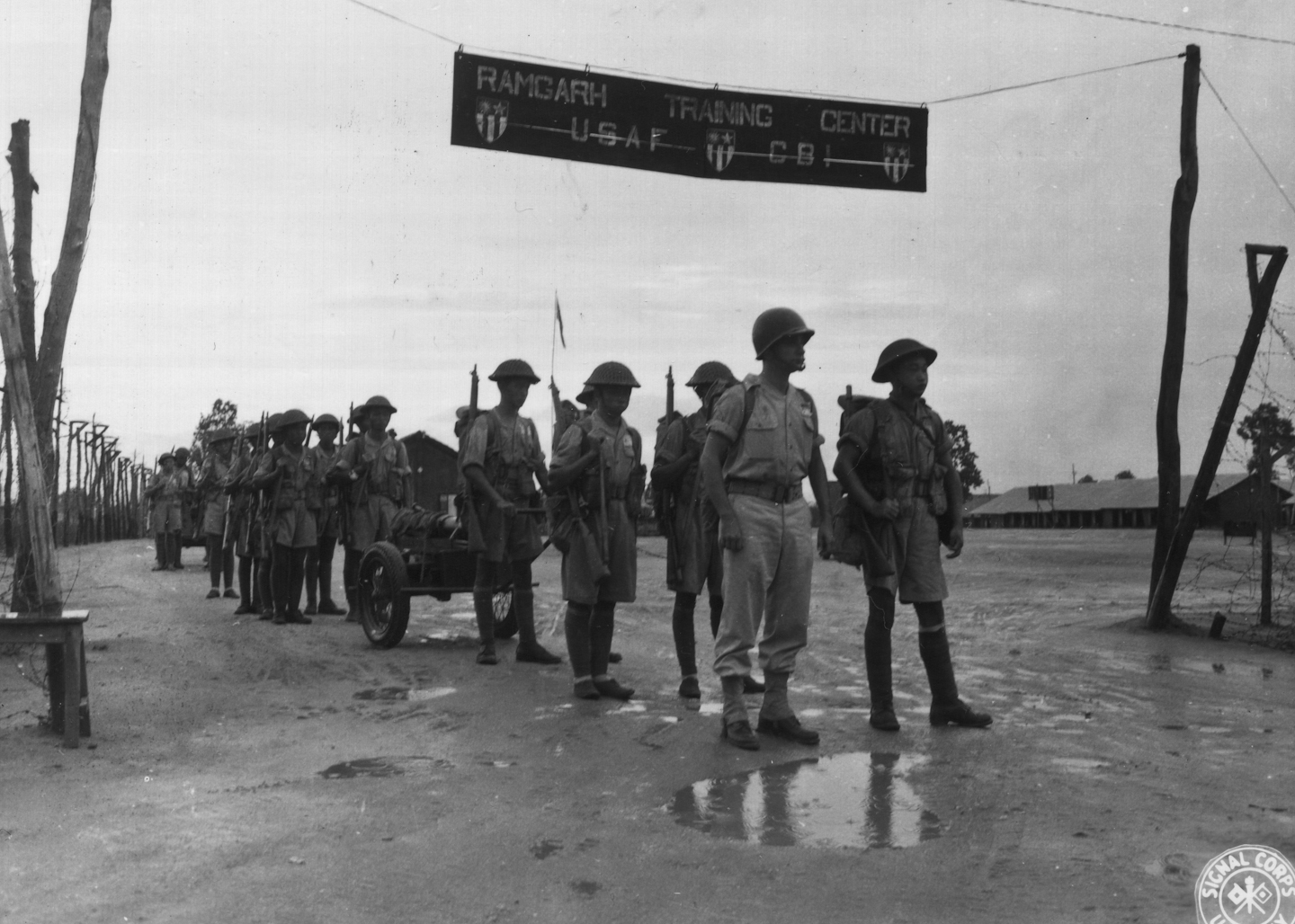
1944年在訓練中心的中國士兵。

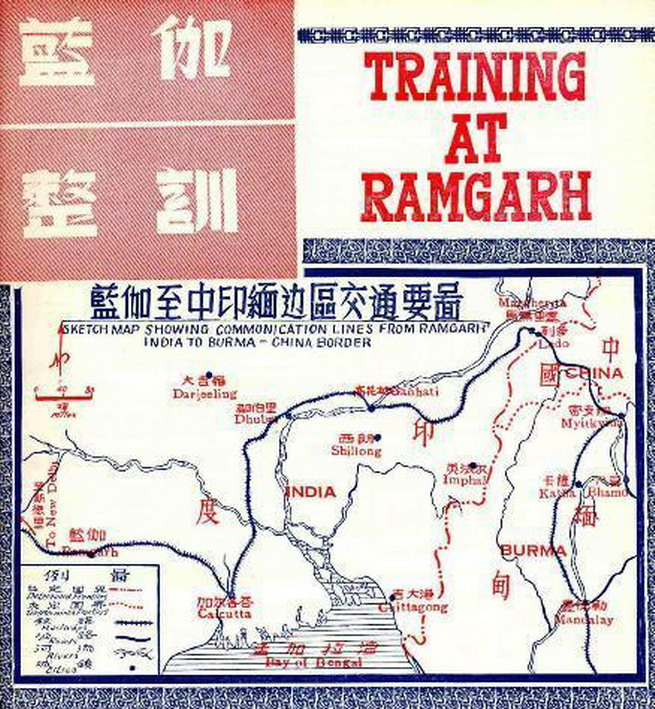
標記中國通往蘭伽中心之間路線的地圖。

1942年5月緬甸戰役失敗後，中國和英國的軍隊被迫沿著滇緬公路撤退，但中國第五軍相當一部分被趕到了緬甸再穿越河流山脈去到印度，6月獲分派於藍姆迦駐留（改統稱為 X Force），利用那裡原本戰俘營地設施，接收中國方面需要重新訓練的部隊。依照英國方面移交的配置有供步兵、砲兵和裝甲兵的訓練場地，同時供應為部隊食物折算的銀盧比作為中國士兵工資。而美國方面則為訓練中心提供各種設備、軍械裝備、場地器材以及教官，追加受訓的中國士兵都經過駝峰從中國被空運過來接受訓練。藍姆迦所有工作的目標是創造一支可以和日軍面對面較量，並最終可以獲得勝利的現代戰鬥部隊。該設施被譽為美國本土以外第一個美國主管的軍事訓練中心。

## 區內戰役
1942年初日军进攻缅甸，滇缅公路受到直接威胁。仰光是滇缅公路的入口，日军占领仰光就等于切断了中国唯一与外界相连的国际运输通道。美国不希望看到中国因为滇缅公路被切断而退出战争，更不希望日本人攻下缅甸后挥师进攻印度与德军会师。然而当时英軍在缅甸的兵力仅僅有3个师之多，这些部队显然不足以抵挡日军的进攻。所以，美国政府希望中国能出兵与英美军队一起保卫缅甸。但是英国人并不想邀请中華民國國民革命軍来缅甸。缅甸是英国的殖民地，一旦邀请國民革命軍入缅参战，美国肯定会逐步武装这支军队。
1942年元月底日军出人意料地以18,000人打败了30,000装备精良的英軍，迅速攻下缅甸的第2大港口城市毛淡棉。在缅甸南部防守的英军溃不成军。这时，英国政府紧急派员求见中華民國國民政府最高統帥蒋中正，请求中国赶快出兵缅甸。蔣中正派出了中国唯一的机械化军第5军。随同第5军出征的还有第6军和66军，组成了抗战历史上著名的“中国远征军”。

### 同古阻击战
1942年3月中国军队沿着滇缅公路开进了缅甸，200师率先到达缅甸北部城市腊戍。正当200师登上火车出发时，前方传来战报：仰光陷落了，英国军队已毫无斗志，正向北部撤来。这是英国政府犹犹豫豫、贻误战机的结果。仰光港的大批中国物资全部落入敌手。
一边是野心勃勃的日本军队在北上，一边是志在必胜的中国军队在南下，1942年3月29日这两支军队在仰光以北260公里的同古相会了。 由于英军在连续几次败给日军之后，已毫无斗志，一与日军交火就溃不成军。3月中旬英军在不打一声招呼的情况下仓皇撤退，一下把中国军的右翼暴露给敌人，接着日军乘势占领了远征军背后的机场，把退路也断了。
200师的退路被切断以后，仍继续顽强作战。戴安澜立下遗嘱准备与同古城共存亡，经过20多天的激战，200师与日军第55师团都已精疲力尽，日本第56师团赶来，攻破了200师的防线，并形成分割包围之势。鉴于这种情况，第5军军长杜聿明将军命令新22师火速赶往同古救出200师。经过奋勇奋战，新22师终于帮200师杀出一条血路，突围而出。但此时这支最精锐的中国部队已经伤亡过半，元气大伤。

### 仁安羌战役
200师撤出同古，并没有影响曼德勒会战计划。根据这个计划中国军队的第5军将布防在曼德勒以南的正面方向，第6军布防在第5军以东，英军布防在第5军以西，当时中美英联军的总兵力近200,000，日本3个师团的总兵力是100,000，如果盟军齐心协力共同对敌的话，曼德勒会战就有可能达到预期的目的。但是在这时，西线的英军又出了问题。
4月中旬日军第33师团出人意料地迅速包围了西线仁安羌的英军，英国军队一被包围，马上就乱成一团，这支部队由亚力山大将军率领。亚力山大在两年前的敦克尔刻大撤退中统帅英军，他匆匆组织了多次突围，但毫无效果，军心大乱的英军在敌人强大的火力下一触即溃，眼看数万英军几个月前在新加坡向日本投降的一幕就要在仁安羌重演。
4月16日中国军队新编第38师赶到仁安羌，这支部队的一个团在坦克的掩护下向日军阵地发起猛攻，半天以后，包围圈被撕开，救出了被围多日的英军。中国军队又在他们身后坚守了3天，救出被日军俘虏的英军官兵和新闻记者500多人。
仁安羌战役是中国军队入缅参战后的第一个胜仗，把英军救出来的新38师师长是孙立人，孙立人早年毕业于清华大学，后来赴美国弗吉尼亚军校攻读军事，并以优异的成绩从这所著名的军校毕业。1932年淞沪会战（一·二八事變）中，孙立人就因为战功突出而屡受嘉奖，但是真正使他展露头角的还是这次仁安羌战役。

### 反攻
從1943年開始, 美英空軍取得此地區的制空權。
經過在印度蘭伽的休整訓練并更换美國裝備，1943年3月新38师的114团即先行开进野人山区，掩护中美部队修筑自印度列多到野人山区的中印公路。1943年10月下旬雨季停止，在列多的新22师和新38师主力乘车到达胡康河谷边缘，驻印军缅北反攻战正式开始。经过血战之后，新38师于12月29日攻克于邦。随后在新38师的配合下，新22师于1944年3月5日攻克孟关。后来两师合作攻下瓦鲁班。1944年4月份新22师、新38师、第30师、第50师与美军联合围攻下了密支那。1944年12月15日新一军（新一军下辖新30师和新38师，军长孙立人）攻克了八莫。
1945年1月15日新一军攻克南坎，并继续前进，于1月27日畹町附近的芒友与云南西进的中国远征军会师。1月28日中印公路通车典礼在畹町城举行。会师后新一军与第50师南下，新一军先后拿下了新维、腊戍，第50师先后攻克了南渡、西保、南燕、皎麦等市镇。3月30日中国远征军攻克乔梅，与英军胜利会师。第二次入缅作战，中国远征军伤亡18,000余人，歼灭日军48,000余人，解放缅甸土地约130,000平方公里。